# Lucien Arbel
Pour les articles homonymes, voir Arbel.
Lucien Arbel, né Pierre Marie Lucien Arbel le 2 septembre 1826 à Saint-Lupicin (Jura) et décédé le 20 février 1892 à Paris 12e, était député et sénateur de la Troisième République.

## Biographie

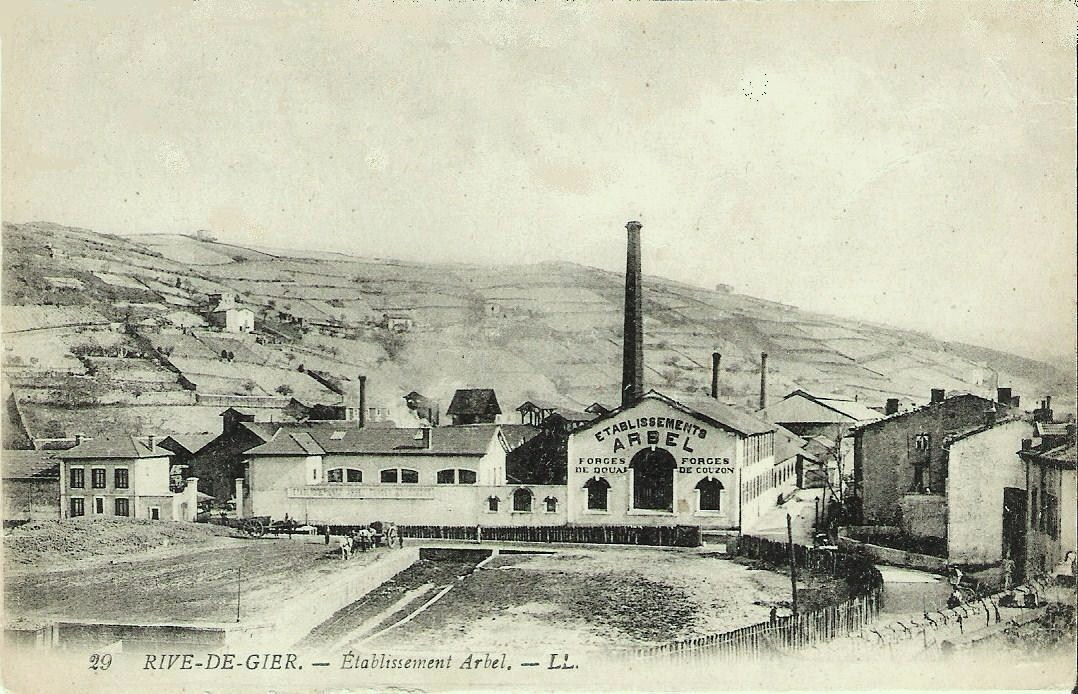
Établissements Arbel à Rive-de-Gier

Il est issu d'un milieu modeste, son père Claude Lupicin est journalier et sa mère Jeanne Anne Josette Roblin est boulangère.
Après avoir été élève à l'École d'Arts et Métiers d'Aix-en-Provence, et donc gadzarts, en 1843, il prend la direction des forges de Rive-de-Gier. En 1869, il fonde à Rive-de-Gier, dans la Loire, face à la Gare de Couzon, les Forges de Couzon près de la rivière du même nom à proximité du confluent avec le Gier. Dans ces ateliers on produisait surtout des roues de locomotives et de wagons. En 1890, il fonde avec son fils, Pierre Arbel (1858-1934) les Forges de Douai pour la fabrication de wagons et de pièces métallurgiques lourdes. Cette société fabrique des wagons spéciaux pour houille et coke. Un brevet est déposé pour des wagons pour transports lourds. Celui-ci  prendra ensuite la direction de l'entreprise.
En 1878, il reprend de Célestin Gérard les ateliers de fabrication de tracteurs et de machines agricoles de Vierzon et fonde la Société française de matériel agricole et industriel (SFMAI), qui deviendra la Société française de Vierzon (SFV), avant d'être rachetée par Case.
Il devient, en 1870, colonel de la Garde nationale. L'année suivante, il devient député de la Troisième République, élu centre gauche de la Loire. Il occupera cette fonction du 8 février 1871 au 7 mars 1876. Il devient alors sénateur.
En 1879, Arbel est réélu sénateur et le restera jusqu'au 4 janvier 1888. C'est alors qu'il occupe cette fonction que Frédéric Auguste Bartholdi sculpte son buste.
Nommé chevalier de la Légion d'honneur en 1877, il est élevé au grade d'officier en 1885.

## Distinctions
- Officier de la Légion d'honneur (1885)